# 太田市立尾島小学校
太田市立尾島小学校（おおたしりつ おじましょうがっこう）は、群馬県太田市亀岡町にある公立小学校。通称は「尾小」。
校歌は北原白秋が作詞した。

## 学区
- 尾島町[1]
- 阿久津町
- 岩松町
- 備前島町
- 押切町
- 前小屋町
- 亀岡町
- 太子町
- すずかけ町
- 堀口町
- 南ヶ丘町
- 前島町
- 武蔵島町
- 二ツ小屋町
- 粕川町
- 安養寺町
- 大舘町

## 学校周辺
- 国道354号
- 太田市立尾島中学校